# Вечір на Івана Купала
«Вечір на Івана Купала» — український художній фільм-драма кіностудії ім. Олександра Довженка 1968 року. Варіація на теми оповідань Миколи Гоголя та українських народних казок. Режисер — Юрій Іллєнко.
Молодий селянин Петро закохався в доньку свого хазяїна, а дівчина відповіла хлопцю взаємністю. Проте хазяїн відмовляється віддавати доньку у шлюб з батраком. В шинку Петро зустрічає чорта, який пропонує Петрові страшну угоду: він отримає купу золота, але за це повинен виконати все, чого хоче чорт.
Займає 33-ю позицію у списку 100 найкращих фільмів в історії українського кіно.

## Сюжет
На одному хуторі живе молодий бідний селянин Петро, що підпрацьовує у багатого хазяїна Коржа. Він закохався в доньку хазяїна, Пидорку (Федору), а дівчина відповіла хлопцю взаємністю. Але батько категорично відмовляється віддавати доньку у шлюб з батраком. В цей час до хутора прибуває козак-розбишака Басаврюк, який частує відвідувачів шинка. Ніхто не дослухається до попереджень дяка, що таке святкування не скінчиться добром. Петро приходить наступного дня в шинок, де Басаврюк здогадується, що той тужить за дівчиною. Басаврюк пропонує угоду — він дасть купу золота, а хлопець за це знайде для нього квітку папороті, що цвіте лише на купальську ніч. З цього стає зрозуміло, що заїжджий козак — це чорт.
Виконавши умову не озиратися, Петро знаходить у яру квітку папороті. З'являється відьма та наказує пролити людську кров. Чорт приводить хлопчика Івася, брата Пидорки, якого Петро повинен зарізати. Петро вбиває хлопчика і той перетворюється на гілку, всіяну золотими монетами.
Розбагатівши, Петро легко домагається дозволу Коржа на одруження з його дочкою. Вони будують хату, проте Петра мучить сумління, він не може пригадати, яку ціну заплатив за багатство. Сусіди заздрять йому та хочуть, аби він поділився золотом; у подружжя немає дітей. Петро поступово божеволіє, йому всюди ввижаються золоті монети, він пиячить на радість чорта й відьми.
Через рік, на Івана Купала, Петро згадує, що вбив хлопчика. З горя він спалює хату, збудовану за криваве золото, і гине сам. Дружина плаче за ним, сусіди радять зібрати попіл і понести до ікони в Києво-Печерській лаврі, щоб Петро воскрес. Дорогою її переслідують татари, цариця Катерина та сам чорт.
Жінка добирається до лаври, де прихожани бажають побачити чудо. Вона не знаходить там ні чуда, ні спокути, люди розривають пелюшки, в яких Пидорка несла попіл чоловіка.
Наприкінці Пидорка сама тягне узбережжям човен, що символізує тягар гріхів. Озирнувшись, вона розрубує мотузку між собою і човном, і Петро з'являється живий.

## В ролях
- Лариса Кадочникова — Пидорка
- Борис Хмельницький — Петро
- Юхим Фрідман — Басаврюк
- Дмитро Франько — Корж
- Борислав Брондуков — ряджений
- Михайло Іллєнко — ряджений
- Віктор Панченко — ряджений
- Давид Яновер — пан
- Костянтин Єршов — дяк
- Джемма Фірсова (Мікоша) — відьма
- С. Підлісна
- Микола Силіс — шинкар
- Сашко Сергієнко — Івась
- В епізодах: І. Вихристюк, Георгій Дюльгеров, Людмила Колесник, В. Лисицин, В. Лемпорт, Н. Манзій, С. Михай, І. Мілютенко, В. Саунін, М. Чинкуров, Сергій Якутович; сліпі та вершники — жителі села Бучак

## Творча група
- Сценарист та режисер-постановник: Юрій Іллєнко
- Оператор-постановник: Вадим Іллєнко
- Ескізи художника Валерія Левенталя
- Композитор: Леонід Грабовський
- Звукооператор: Леонід Вачі
- Художники-постановники: Петро Максименко, Валерій Новаков
- Художник-декоратор: Микола Терещенко
- Художниця по костюмах: Лідія Байкова
- Розпис декорацій: В. Лемпорт, Єлизавета Миронова
- Режисерка: Людмила Колесник
- Оператор: Вілен Калюта
- Художник-гример: Яків Грінберг
- Редактор: Юрій Пархоменко
- Монтажерка: Наталія Пищикова
- Асистенти режисера: Емілія Іллєнко, Л. Кустова, І. Мілютенко, Георгій Дюльгеров
- Асистенти оператора: О. Найда, Майя Степанова, Ю. Тимощук
- Асистент художника: Сергій Бржестовський
- Художник комбінованих зйомок: Володимир Цирлін
- Оператор комбінованих зйомок: Г. Сигалов
- Директор картини: Давид Яновер

## Сприйняття
Фільм отримав суперечливі відгуки в радянській критиці, але був одностайно схвалений за візуальну складову. Журналом «Юность» зазначалося, що сюжет витісняється послідовністю складних метафор і «Вечір на Івана Купала», як і інші фільми Юрія Іллєнка, далекий від розважальності. Головним засобом розкриття авторського задуму, згідно з журналом «Радуга», там є колір.
Довженко-Центр надає таку інформацію про «Вечір на Івана Купала»: «В основу стрічки покладено однойменне оповідання Миколи Гоголя, де за розповіддю про українського Фауста режисер Юрій Іллєнко приховав справжню міфологічну історію України — від козацтва та татарських набігів до потьомкінських селищ та паломництва в Києво-Печерській Лаврі». Фільм вражає своєю насиченістю та зображальною сюрреалістичністю, а місця його зйомок самі є історичним артефактом — це території, затоплені згодом Канівським водосховищем. Стилістика ж фільму багато в чому випередила свій час, ставши передвісницею кліпової естетики.
Надія Мірошниченко в журналі «Кіно-Театр» описувала фільм як «найхимернішу квітку на терені українського кінематографа». «Вечір на Івана Купала» вписується у традицію українського «поетичного кіно» та існує «скоріше за законами живопису» та «хибує на композиційну та художню нерівність». Він описує фатальну приреченість, де трагедія родини збільшується до трагедії народу, для якої вже немає простого вирішення. Через це фінал лишає «тривогу, а не звільнення».
Згідно зі статтею Христини Костюк в «Українознавчому альманасі», Басаврюк показаний не просто як представник нечистої сили, а як світове Зло, що присутнє скрізь і тільки видимо проявляє себе там, де може втілитися через людські вчинки. Злочин Петра стає не просто особистим тягарем, а призводить до божевілля та виключення Петра з громади. Таким чином, хоча в фільмі немає окремого мотиву продажу душі чорту, фактично Басаврюк досягає бажаного — Петро фізично й духовно знищений. Містичні істоти слугують для зображення морального краху героя, його пригнічення та душевного розладу. Багато сцен наслідують народні ікони і відображають народні уявлення про християнську мораль.
Відеоряд з «Вечора на Івана Купала» було використано в кліпі Jerry Heil, Alyona alyona та Ela «Kupala» 2022 року.